# René Theler
René Theler (* 29. September 1935 in Berlin, heimatberechtigt in Ausserberg; † 13. Juli 2022 in Basel) war ein Schweizer Manager, Bobfahrer und Fussballclub-Präsident.

## Leben
René Theler wurde als Sohn von Alice Wiskemann und Juan Pablo Theler in Berlin geboren. Er studierte Wirtschaftswissenschaften an der Universität Basel und promovierte.

### Wirtschaft
1972 wurde Theler zum Generaldirektor der Schweizerischen National-Versicherungs-Gesellschaft ernannt. Er gehörte seit 1985 dem dortigen Verwaltungsrat an und hatte ab 1995 das Amt des Präsidenten inne.
Weiter war er Stiftungsratsmitglied der Bonizzi-Theler-Stiftung.
Theler wohnte in St. Moritz und hatte einen Zweitwohnsitz auf Mallorca.

### Bobfahrer
Sein Bruder, Hans Theler, wurde 1957 Weltmeister im Viererbob. René Theler selbst wurde zweimal Schweizer Meister.

### Fussball
In den Jahren 1976 bis 1980 war er Präsident des FC Basel, wobei er zusammen mit dem Verein zweimal den Meistertitel errang.